# Championnes de France de natation en bassin de 50 m du 4 × 200 m nage libre

## 4 × 200 mètres nage libre dames
| Championnat | Lieu                   | Club                                     | Athlètes                                                                                                  | Naissance           | Âge         | Temps            |
| ----------- | ---------------------- | ---------------------------------------- | --- | ------------------- | ----------- | ---------------- |
| 1967        | Paris Georges Vallerey | Lyon NS Perrache                         | |                     |             | 9 min 44 s 5 RF  |
| 1968        | Paris Georges Vallerey | Cercle des Nageurs Calédoniens           | |                     |             | 9 min 25 s 6 RF  |
| 1969        | Paris Georges Vallerey | Du Vichy                                 | |                     |             | 9 min 44 s 0     |
| 1970        | Paris Georges Vallerey | Cercle des nageurs de Marseille          | |                     |             | 9 min 38 s 1     |
| 1971        | Paris Georges Vallerey | Cercle des nageurs de Marseille          | |                     |             | 9 min 35 s 7     |
| 1972        | Vittel                 | Cercle des nageurs de Marseille          | |                     |             | 9 min 30 s 0     |
| 1973        | Vittel                 | Stade poitevin                           | |                     |             | 9 min 26 s 05    |
| 1974        | Paris Georges Vallerey | Stade poitevin                           | |                     |             | 9 min 14 s 38 RF |
| 1975        | Paris Georges Vallerey | Club des Vikings de Rouen                | |                     |             | 9 min 05 s 17 RF |
| 1976        | Paris Georges Vallerey | Enfants de Neptune de Tours              | |                     |             | 9 min 09 s 72    |
| 1977        | Paris Georges Vallerey | Enfants de Neptune de Tours              | |                     |             | 9 min 00 s 03 RF |
| 1978        | Laval                  | Enfants de Neptune de Tours              | |                     |             | 8 min 51 s 56 RF |
| 1979        | Mulhouse               | Enfants de Neptune de Tours              | |                     |             | 8 min 50 s 49 RF |
| 1980        | Brive-la-Gaillarde     | Mouettes de Paris                        | |                     |             | 8 min 54 s 28    |
| 1981        | Dunkerque              | Mouettes de Paris                        | |                     |             | 8 min 44 s 98 RF |
| 1982 hiver  | Toulouse               | ES Massy                                 | |                     |             | 8 min 47 s 55    |
| 1982 été    | Megève                 | ES Massy                                 | |                     |             | 8 min 50 s 51    |
| 1983 hiver  | Tours                  | Cercle des nageurs d'Antibes             | |                     |             | 8 min 44 s 15    |
| 1983 été    | Bordeaux               | CS Clichy                                | |                     |             | 8 min 36 s 62 RF |
| 1984 hiver  | Strasbourg             | CS Clichy                                | |                     |             | 8 min 36 s 86    |
| 1984 été    | Paris Georges Vallerey | CS Clichy                                | |                     |             | 8 min 48 s 53    |
| 1985 hiver  | Aix-en-Provence        | Natation 66                              | |                     |             | 8 min 40 s 52    |
| 1985 été    | Dunkerque              | Natation 66                              | |                     |             | 8 min 44 s 47    |
| 1986 hiver  | Rennes                 | CS Clichy                                | |                     |             | 8 min 41 s 75    |
| 1986 été    | Millau                 | CS Clichy                                | |                     |             | 8 min 42 s 97    |
| 1987 hiver  | Mulhouse               | CS Clichy                                | |                     |             | 8 min 34 s 45 RF |
| 1987 été    | Strasbourg             | CS Clichy                                | |                     |             | 8 min 32 s 46 RF |
| 1988 hiver  | Vittel                 | Natation 66                              | |                     |             | 8 min 33 s 90    |
| 1988 été    | Dunkerque              | CS Clichy 92                             | |                     |             | 8 min 31 s 92 RF |
| 1989 hiver  | Forbach                | Natation 66                              | |                     |             | 8 min 38 s 00    |
| 1989 été    | Paris Georges Vallerey | Natation 66                              | |                     |             | 8 min 36 s 76    |
| 1990 hiver  | La Rochelle            | Dauphins du TOEC                         | |                     |             | 8 min 31 s 48 RF |
| 1990 été    | Narbonne               | CS Clichy 92                             | |                     |             | 8 min 29 s 33 RF |
| 1991 hiver  | Saint-Étienne          | Dauphins du TOEC                         | |                     |             | 8 min 31 s 31    |
| 1991 été    | Millau                 | Dauphins du TOEC                         | |                     |             | 8 min 27 s 49 RF |
| 1992 hiver  | Dunkerque              | Cercle des Nageurs de Cannes             | |                     |             | 8 min 26 s 95    |
| 1992 été    | Mennecy                | Cercle des Nageurs de Cannes             | |                     |             | 8 min 34 s 17    |
| 1993 hiver  | Mennecy                | non disputé                              | |                     |             |                  |
| 1993 été    | Paris Georges Vallerey | CS Clichy 92                             | |                     |             | 8 min 33 s 74    |
| 1994 hiver  | Lille                  | CS Clichy 92                             | |                     |             | 8 min 29 s 92    |
| 1994 été    | Aix-les-Bains          | Racing Club de France                    | |                     |             | 8 min 37 s 38    |
| 1995 hiver  | Mennecy                | Dauphins du TOEC                         | |                     |             | 8 min 28 s 12    |
| 1995 été    | Canet-en-Roussillon    | Dauphins du TOEC                         | |                     |             | 8 min 33 s 07    |
| 1996 hiver  | Dunkerque              | Dauphins du TOEC                         | |                     |             | 8 min 34 s 75    |
| 1996 été    | Montpellier            | Dauphins du TOEC                         | |                     |             | 8 min 35 s 63    |
| 1997        | Mennecy                | Dauphins du TOEC                         | |                     |             | 8 min 29 s 13    |
| 1998        | Amiens                 | Cercle des Nageurs de Melun-Dammarie     | |                     |             | 8 min 31 s 60    |
| 1999        | Dunkerque              | Dauphins du TOEC                         | |                     |             | 8 min 27 s 48 RF |
| 2000        | Rennes                 | Dauphins du TOEC                         | |                     |             | 8 min 21 s 80 RF |
| 2001        | Chamalières            | Dauphins du TOEC                         | |                     |             | 8 min 15 s 05 RF |
| 2002        | Chalon-sur-Saône       | Dauphins du TOEC                         | Laetitia Choux Flora Lamotte Angéla Tavernier Solenne Figuès                                              | 1979 1981 1983 1979 | 23 21 19 23 | 8 min 21 s 77    |
| 2003        | Saint-Étienne          | Danemark (open)                          | Eva Zachariassen Charlotte Johannsen Louise Mai Jansen Julie Hjorth Hansen                                | 1977 1988 1984      | 26 15 19    | 8 min 18 s 91    |
| 2003        | Saint-Étienne          | Dauphins du TOEC                         | Laetitia Choux Coralie Balmy Julie Perez Solenne Figuès                                                   | 1979 1987 1985 1979 | 24 17 18 24 | 8 min 23 s 84    |
| 2004        | Dunkerque              | Grande-Bretagne (open)                   | Melanie Marshall Caitlin Mc Clatchey Joanne Jackson Georgina Lee                                          | 1982 1985 1986 1981 | 22 19 18 23 | 8 min 00 s 64    |
| 2004        | Dunkerque              | CS Clichy 92                             | Alena Popchanka Biélorussie Mariya Shcherba Biélorussie Johanna Martinez-Gabet Hanna Shcherba Biélorussie | 1979 1985 1981 1982 | 25 19 23 22 | 8 min 20 s 38    |
| 2005        | Nancy                  | Dauphins du TOEC                         | Coralie Balmy Chloé Boyaci Gabriella Fagundez Suède Solenne Figuès                                        | 1987 1988 1985 1979 | 18 17 20 26 | 8 min 18 s 51    |
| 2006        | Tours                  | Cercle des Nageurs de Melun-Val de Seine | Esther Baron Gabriella Fagundez Suède Sarah Bey Laure Manaudou                                            | 1987 1985 1986      | 19 21 20    | 8 min 07 s 55    |
| 2007        | Saint-Raphaël          | Dauphins du TOEC                         | Malia Metella Alexandra Putra Marilyn Cadour Coralie Balmy                                                | 1982 1986 1990 1987 | 25 21 17 20 | 8 min 13 s 88 RF |
| 2008        | Dunkerque              | Canet 66 Natation                        | Gabriella Fagundez Suède Margaux Fabre Camille Sere Camelia Potec Roumanie                                | 1985 1992 1989 1982 | 23 16 19 26 | 7 min 59 s 87    |
| 2009        | Montpellier            | Dauphins du TOEC                         | Marie-Sophie Castelle Alexandra Putra Ophélie-Cyrielle Étienne Coralie Balmy                              | 1992 1986 1990 1987 | 17 23 19 22 | 8 min 14 s 07    |
| 2010        | Saint-Raphaël          | Dauphins du TOEC                         | Alexandra Putra Charlotte Kieffer Marie-Sophie Castelle Coralie Balmy                                     | 1986 1991 1992 1987 | 24 19 18 23 | 8 min 14 s 46    |